# Kocku von Stuckrad
Kocku von Stuckrad (Kpando, Ghana, 6 aprile 1966) è uno storico delle religioni tedesco.
Professore presso l'Università di Groningen, la sua ricerca si è concentrata sulla storia delle religioni europee, sull'esoterismo occidentale, sulle connessioni tra religione, natura e scienza, e sugli approcci teorico-metodologici allo studio delle religioni.

## Biografia
Nativo di Kpando, nel Ghana, Kocku von Stuckrad ha studiato religioni comparate, filosofia ed ebraistica alle Università di Bonn e Colonia, laureandosi con un master nel 1995.
Dal 1997 al 1999 ha completato il dottorato all'Università di Brema, della quale divenne docente di studi religiosi dal 1997 al 2002. A luglio del 2002 ha conseguito l'abilitazione all'insegnamento nello stesso ateneo.
Dalla primavera dello stesso anno aveva insegnato in qualità di professore ospite al Dipartimento di Religione Contemporanea dell'Università di Bayreuth. Successivamente è diventato professore associato di Storia della filosofia ermetica e delle correnti ad essa collegate presso il Dipartimento di Arte, Religione e Studi culturali della Facoltà di Lettere e Filosofia dell'Università di Amsterdam.
Il 1º settembre 2009 è divenuto ordinario di studi religiosi presso l'Università di Groningen.
Sostenendo che la segretezza dovrebbe essere considerata una delle caratteristiche distintive dei movimenti esoterici, spesso trascurata, Stuckrad ha contestato l'approccio accademico all'esoterismo occidentale per non essere riuscito a produrre un esame critico sufficiente dei suoi concetti chiave da prospettive storiche, sociologiche e culturali.
Propone in alternativa un metodo di analisi dei discorsi e delle affermazioni negli argomenti dell'occulto, anziché rivolto alla storia esteriore dei movimenti.
Ha curato vari volumi tra cui The Brill Dictionary of Religion (2006). Ha collaborato al Journal of Religion in Europe, e a diverse serie di monografie accademiche pubblicate da Brill Publishers e De Gruyter.

## Pubblicazioni

### Monografie
- Frömmigkeit und Wissenschaft: Astrologie in Tanach, Qumran und frührabbinischer Literatur, Francoforte, Lang, 1996, ISBN 3-631-49641-9 (vol. 572 di Europäische Hochschulschriften, serie 23 di Theologie).
- Lilith: im Licht des schwarzen Mondes zur Kraft der Göttin, 1a edizione, Braunschweig, Aurum, 1997 ISBN 3-591-08411-5; 2a edizione, Bielefeld, Aurum, 2004 ISBN 3-89901-411-1.
- Das Ringen um die Astrologie: jüdische und christliche Beiträge zum antiken Zeitverständnis, Berlino, Verlag de Gruyter, 2000 ISBN 3-11-016641-0 (Religionsgeschichtliche Versuche und Vorarbeiten, vol. 49).
- Schamanismus und Esoterik: Kultur- und wissenschaftsgeschichtliche Betrachtungen, Lovanio (Belgio), Peeters, 2003 ISBN 90-429-1253-7 (vol. 4 di Gnostica).
- Con Hans G. Kippenberg, Einführung in die Religionswissenschaft. Gegenstände und Begriffe, Monaco, Beck, 2003 ISBN 3-406-50207-5.
- Geschichte der Astrologie: von den Anfängen bis zur Gegenwart, Monaco, Beck, 2003 ISBN 3-406-50905-3; riedizione con copertina cartonata, Monaco, Beck, 2007 ISBN 978-3-406-54777-5 (vol. 1752 di Beck'sche Reihe).
  - Tradotto in italiano come Storia dell'astrologia (Mondadori, 2005 ISBN 978-8804549888), in spagnolo (2005), in portoghese-brasiliano (2007).
- Was ist Esoterik? Kleine Geschichte des geheimen Wissens, Monaco, Beck, 2004 ISBN 3-406-52173-8.
  - Tradotto in inglese da Nicholas Goodrick-Clarke come Western esotericism: a brief history of secret knowledge (Londra e Oakville, Equinox, 2005 ISBN 1-84553-034-9).
- Die Seele im 20. Jahrhundert. Eine Kulturgeschichte, Leida, Wilhelm Fink, 2019 ISBN 978-3-7705-6437-8.
- Nach der Ausbeutung: Wie unser Verhältnis zur Erde gelingen kann, Berlino, Europa-Verlag, 2024 ISBN 978-3958906068.

### Curatele
- Con Brigitte Luchesi, Religion im kulturellen Diskurs / Religion in cultural discourse: Festschrift für Hans Gerhard Kippenberg zu seinem 65. Geburtstag / Essays in honour of Hans Gerhard Kippenberg, Berlino, Verlag de Gruyter, 2004 ISBN 3-11-017790-0 (vol. 52 della serie Religionsgeschichtliche Versuche und Vorarbeiten), con contributi in inglese e in tedesco.
- Con Günther Oestmann e H. Darrel Rutkin, Horoscope and Public Spheres. Essays on the History of Astrology, Berlino, Verlag de Gruyter, 2005 ISBN 978-3-11-018545-4 (vol. 42 di Religion and Society).
- In qualità di  assistente al redattore generale Bron Raymond Taylor, The Encyclopedia of Religion and Nature, 2 voll., Londra e New York, Thoemmes Continuum, 2005 ISBN 1-84371-138-9.
- The Brill Dictionary of Religion, 4 voll., Leida, Brill, 2006 ISBN 90-04-12429-2.

### Saggi selezionati
- Heilung durch die Geister: der moderne westliche Schamanismus, in Werner H. Ritter e Bernhard Wolf (curatori), Heilung – Energie – Geist: Heilung zwischen Wissenschaft, Religion und Geschäft, Vandenhoeck und Ruprecht, Gottinga 2005, ISBN 3-525-61585-X (vol. 26 di Biblisch-theologische Schwerpunkte), pp. 187–207.
- Moderne Astrologie: Hermeneutik der Seele, in Alfred Bellebaum e Detlef Herbers (curatori), Glücksangebote der Alltagswelt, Münster, Aschendorff, 2006, ISBN 3-402-00403-8, pp. 207–227.
- Interreligious Transfers in the Middle Ages: The Case of Astrology, in "Journal of Religion in Europe", n. 1 (2008), pp. 34–59 (consultabile in versione elettronica).